# Zukra
A zukra (zokra, zoughara, em árabe: زكرة‎) é uma gaita de foles líbia com uma terminação de punteiro-duplo em dois chifres de vaca; é semelhante em construção ao mizwad tunisiano.
O instrumento é tocado como uma gaita de foles no sul e no oeste da Líbia, mas tocado com a boca sem um saco no leste. O instrumento é tocado em banquetes, casamentos e funerais.